# John Jenik
John Joseph Jenik (ur. 7 marca 1944 na Manhattanie) – amerykański duchowny rzymskokatolicki, biskup pomocniczy Nowego Jorku w latach 2014–2019.

## Życiorys
Święcenia kapłańskie otrzymał 30 maja 1970 z rąk kardynała Terenca Cooke'a. Inkardynowany do archidiecezji nowojorskiej, pracował głównie jako duszpasterz kilku parafii w dzielnicy Bronx. W 2006 został wikariuszem regionalnym dla północno-zachodniej części tej dzielnicy.
14 czerwca 2014 papież Franciszek mianował go biskupem pomocniczym archidiecezji Nowy Jork i biskupem tytularnym Druas. Sakry udzielił mu 4 sierpnia 2014 kardynał Timothy Dolan.
10 października 2019 przeszedł na emeryturę.